# Federazione di hockey su ghiaccio della Norvegia
La Federazione norvegese di hockey su ghiaccio (nor. Norges Ishockeyforbund, NIHF) è un'organizzazione fondata nel 1934 per governare la pratica dell'hockey su ghiaccio in Norvegia.
Ha aderito all'International Ice Hockey Federation il 20 gennaio 1935.